# 薩米特鎮區 (伊利諾伊州埃芬漢縣)
薩米特鎮區（英語：Summit Township）是位於美國伊利諾伊州埃芬漢縣的一個行政鎮區。

## 地方資料
根據2010年美國人口普查的數據，薩米特鎮區的面積為89.50平方千米，當中陸地面積為87.10平方千米，而水域面積為2.40平方千米。當地共有人口3550人，而人口密度為每平方千米39.66人。